# Ivan Vanherpe
Ivan Vanherpe (1956) is een Belgische schrijver. Hij is auteur van ‘De Kronieken van de Westhoek’, een tiendelige boekenreeks over de geschiedenis van de Westhoek en van 'De Grote Kroniek van Ieper' een dertiendelige geschiedenis van de stad Ieper. 

## Carrière
De eerste vier boeken van ‘De Kronieken van de Westhoek’ verschenen in 2014 en daarna volgden deel 5 (2015), deel 6 (2016), deel 7 (2017), deel 8 of ‘Dagboek van Augustijn’ (2018), deel 9 of ‘Het Oud Verhaal van Vlaanderen’ (2019) en als laatste in de reeks deel 10 of ‘De Beproeving’ (in 2020).
In 2025 verscheen de 13-delige boekenreeks 'De Grote Kroniek van Ieper' een chronologisch opgebouwde geschiedenis van de stad Ieper. Die baseert zich op een scala aan kronieken, historische studies en oude krantenverslagen.
De 13 boekdelen met in totaal meer dan 8.600 pagina's zijn ingedeeld in volgende boeken;
0000-1289
1290-1380
1381-1528
1529-1599
1600-1784
1785-1829
1830-1876
1877-1913
1914
1915
1916-1917
1918-1924
1925-1945
Als sluitstuk van 'De Grote Kroniek van Ieper' schreef Vanherpe ook een compilatie onder de noemer 'Het Boek - De Geschiedenis van Ieper' (696 blz). Deze publicatie is meteen de eerste chronologisch opgebouwde geschiedenis van zijn thuisstad van bij zijn ontstaan tot in 1945.
De boeken zijn beschikbaar bij Standaard Boekhandel via  https://www.standaardboekhandel.be/c/search?filter=search(de+grote+kroniek+van+ieper)&page=1&page_size=24&sort=RelevanceSb&sort_type=desc
De reeks wordt eveneens begeleid door een eigen website https://www.ieperkroniek.com
Een synopsis van de boeken is te bekijken op https://www.dekroniekenvandewesthoek.be/portfolio/
Lees ook de website https://www.ypermuseum.be/boekvoorstelling-ivan-vanherpe van Yper Museum.
In beide reeksen probeert Vanherpe lezers te betrekken bij het verleden. De boeken worden geflankeerd door enkele websites.